# Lobobunaea
Lobobunaea är ett släkte av fjärilar. Lobobunaea ingår i familjen påfågelsspinnare.

## Bildgalleri

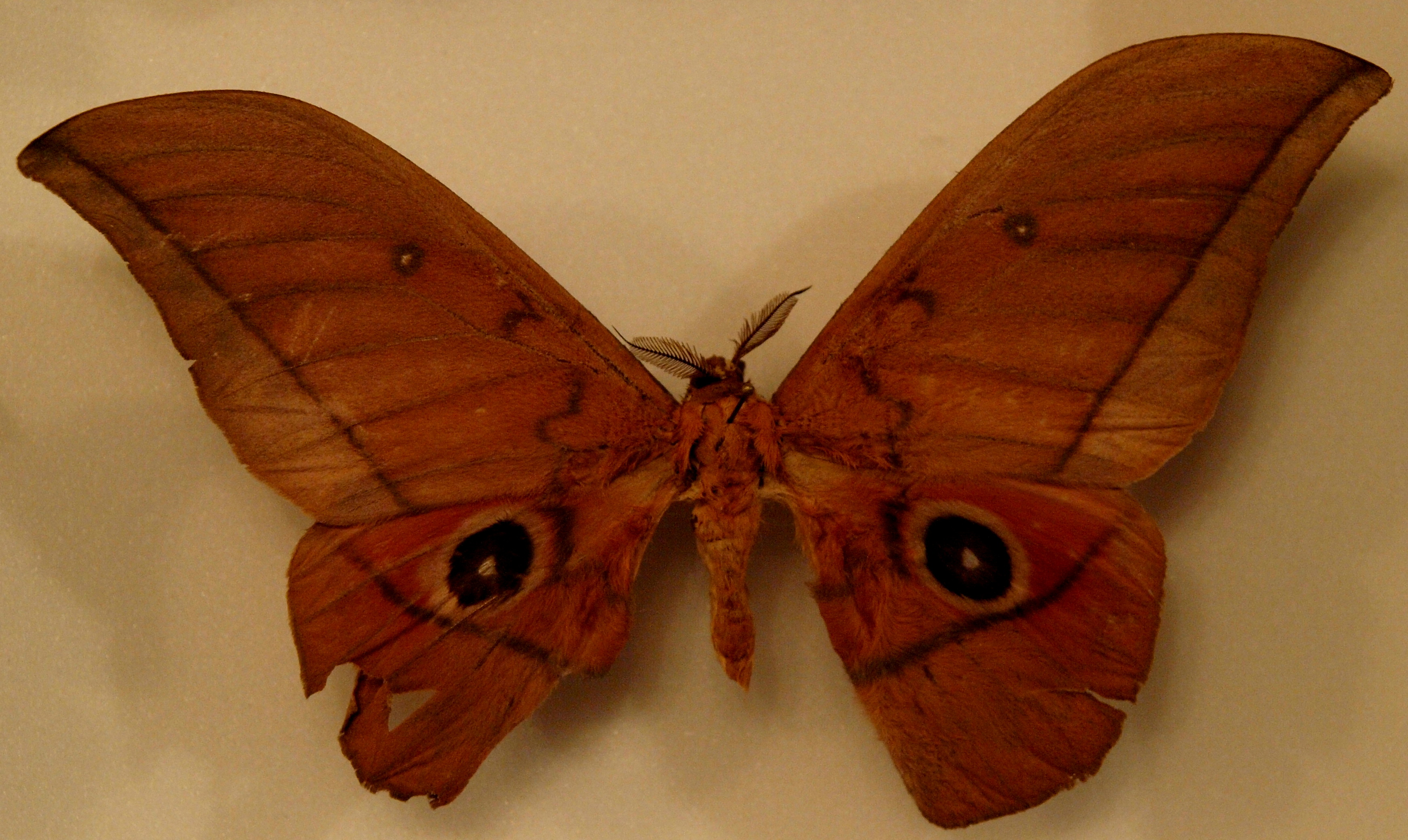
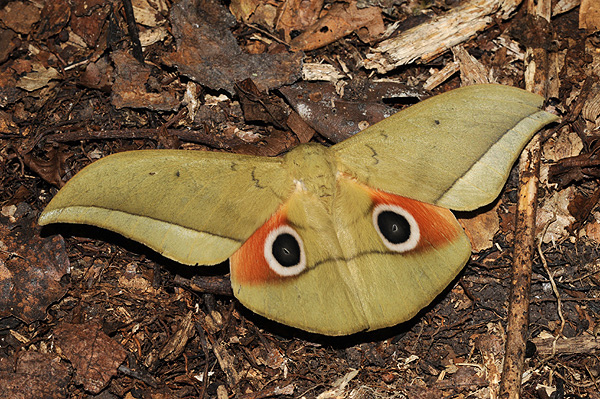

## Dottertaxa tillLobobunaea, i alfabetisk ordning[1]
- Lobobunaea acetes
- Lobobunaea aethiops
- Lobobunaea alberici
- Lobobunaea ammon
- Lobobunaea angasana
- Lobobunaea ansorgei
- Lobobunaea ardesiaca
- Lobobunaea basquini
- Lobobunaea batesi
- Lobobunaea christyi
- Lobobunaea dargei
- Lobobunaea elegans
- Lobobunaea erythrotes
- Lobobunaea falcatissima
- Lobobunaea goodii
- Lobobunaea hannibal
- Lobobunaea jamesoni
- Lobobunaea jeanneli
- Lobobunaea karschi
- Lobobunaea laestrygon
- Lobobunaea laurae
- Lobobunaea leopoldi
- Lobobunaea melanoneura
- Lobobunaea mitfordi
- Lobobunaea molleti
- Lobobunaea niepelti
- Lobobunaea phaeax
- Lobobunaea phaedusa
- Lobobunaea phaedusaorientis
- Lobobunaea reginae
- Lobobunaea rexnoctuae
- Lobobunaea rosea
- Lobobunaea rubricostalis
- Lobobunaea saturnus
- Lobobunaea tanganicae
- Lobobunaea thoirei
- Lobobunaea thomsonii
- Lobobunaea turlini
- Lobobunaea vandenberghei
- Lobobunaea weymeri